# Мальченко Порфирій Михайлович
Порфирій Михайлович Мальченко (нар.. 15 лютого 1858, Глухів, Російська імперія — пом.. 16 березня 1915, Київ, Російська імперія) — український державний діяч, Глухівський міський голова (1905—1915), колезький радник (1902).

## Життєпис
Порфирій Мальченко народився 15 лютого 1858 року в родині потомствених дворян. В 1883 році закінчив повний курсу наук на медичному факультеті в університеті Святого Володимира, а 28 квітня цього ж року одержав диплом за № 636 за спеціальністю лікаря. За клопотанням ради університету Святого Володимира піклувальником Київського навчального округу 24 листопада 1883 року був визначений надштатним ординатором при терапевтичній факультетській клініці строком на рік. Вибув з посади 24 листопада 1884 року та повернувся до Глухова.
2 жовтня 1887 року Глухівським повітовими земськими зборами був обраний почесним мировим суддею Глухівського судового округу. 20 червня 1888 року Порфирія Мальченка затверджено на цю посаду Указом Урядового Сенату. 29 вересня цього ж року знову обраний мировим суддею Глухівського округу на засіданні Глухівських повітових земських зборів. На цій посаді був затверджений Указом Урядового Сенату за № 2553 від 24 лютого 1889 року. У 1888 році Мальченко у зв'язку із службою у міській Управі та сімейними обставинами вийшов зі складу земської ревізійної комісії. У цьому ж році вийшов також і зі складу комісії з трансформації земської медицини у Глухівському повіті.
Після скасування у Глухівському повіті посади почесного мирового судді згідно з відповідним Положенням від 12 липня 1889 року виконував обов'язки до 1 лютого 1890 року. Розпорядженням міністра внутрішніх справ Російської імперії від 16 січня 1890 року Порфирія Мальченка затверджено земським начальником 2-ї дільниці Глухівського повіту. Обійняв посаду 1 лютого 1890 року.
Указом Урядового Сенату від 17 жовтня 1894 року за № 129 одержав цивільний класний чин титулярного радника за ступенем лікаря зі старшинством, а 2 жовтня 1890 р. найвищим наказом за № 65 від 1 листопада 1895 року за вислугою років одержав чин колезького асесора зі старшинством. За Іменним Високим Указом 26 лютого 1896 року він отримав срібну медаль на Олександрівській стрічці в пам'ять царювання в Бозі почившого Імператора Олександра III. За Високим Наказом 30 січня 1897 року отримав бронзову медаль за працю у першому загальному переписі населення. 1898 року обраний гласним Глухівської міської думи (до 1905 року). З цього часу Порфирій Мальченко входив до складу багатьох земських комісій: з облаштування будинку для арештантів, банківської, оціночної, дорожньої, боротьби з ярами, продовольчої, медичної, юридичної тощо.
Найвищим наказом від 13 серпня 1899 року за № 60 за вислугу років одержав чин надвірного радника. У 1900 році його обрали членом комісії з облаштування у Глухівському повіті школи садівництва. Найвищим наказом з цивільного відомства від 4 березня 1902 року за № 14 за вислугу років Мальченко одержав чин колезького радника зі старшинством. Найвищим наказом по цивільному відомству 6 грудня 1902 року за № 101 нагороджений орденом Святої Анни 3-го ступеня за відмінно-дбайливу службу. У 1903 році увійшов до складу комісії з народної освіти. У 1904 році Порфирій Мальченко входив до складу організаційного комітету сількогосподарчої кустарно-промислової виставки у Глухові.
Рішенням Глухівської міської думи 12 жовтня 1905 року обрано опікуном Глухівської жіночої гімназії на трьохрічний термін. Ухвалою Глухівської міської думи від 14 грудня 1905 року за пропозицією Чернігівського губернатора від 1 грудня 1905 року за № 3598 Порфирія Мальченка було обрано Глухівським міським головою. Будучи головою міської управи Порфирій Мальченко у 1912 році зініціював будівництво приміщення Земської управи. У цьому ж році розглядавши питання реконструкції залізниці, що проходитиме через Глухів з вузькоколійної на широколійну. У 1913 році обраний на трирічний термін гласним Глухівського земського зібрання. Також цього року, його обрали почесним членом Глухівського відділення Чернігівської Єпархіальної навчальної ради.
Помер Порфирій Мальченко 16 березня 1915 року в Києві. Потім його тіло відвезли до рідного Глухова. На згадку про діяльність Порфирія Мальченка Глухівська земська управа започаткувала чотири стипендії, по дві — для чоловічої та жіночої глухівських гімназій.

## Володіння
У Глухові володів трьома дерев'яними будинками та у Глухівському повіті 140 десятинами зручної землі. Ще придбав у повіті у володіння 160 десятин зручної землі. Також ще придбав 320 десятин землі. Один із будинків Порфирія Мальченка знаходився в Глухові на Т-подібному перехресті сучасних вулиць Терещенків та Ігоря Білевича, поруч із будинком Дворянського зібрання (нині Глухівський краєзнавчий музей). Ще один маєток розташовувався на березі річки Есмань у кварталі між сучасними вулицями Благодатної, Пилипа Орлика та провулку Інтузіастів.

## Родина
Порфирій Мальченко був одружений з Надією Семенівною. У шлюбі в 1885 році народився син Леонід, а 15 березня 1891 року — донька Віра, яка виховувалася в Глухівській міській жіночій гімназії. Вся родина була віросповідання православного. У 1904 році помер син Леонід — студент Університету Святого Володимира. Він був похований на погості Вонесенського храму в Глухові.

## Нагороди, чини та звання
- Колезький радник (1902);
- Надвірний радник (1899);
- Колезький асесор (1895);
- Титулярний радник (1894);
- кавалер ордена Святої Анни 3 ступеня (1902);
- срібна медаль в пам'ять царювання в Бозі Почившого Імператора Олександра III (1896);
- бронзова медаль «За працю у першому загальному переписі населення» (1897)[1].